# Thiên Đẳng
Thiên Đẳng (tiếng Tráng: Dindaengh, chữ Hán giản thể: 天等县, Hán Việt: Thiên Đẳng huyện, bính âm: Tiānděng Xiàn), là một huyện thuộc thành phố cấp địa khu (Sùng Tả (崇左市, bính âm: Chóngzuǒ Shì) của khu tự trị dân tộc Choang Quảng Tây, Trung Quốc. Huyện này có diện tích là 2159 km², dân số năm 2010 là 429.200 người, người Tráng chiếm 98,83%. Huyện Thiên Đẳng có các đơn vị hành chính trực thuộc gồm 6 trấn và 7 hương.